# Михалкин, Владимир Михайлович
Влади́мир Миха́йлович Миха́лкин (30 июня 1927, Бобруйск, БССР, СССР — 1 января 2017, Москва, Россия) — советский военачальник, маршал артиллерии (1989). Командующий ракетными войсками и артиллерией Сухопутных войск СССР (1983—1991).
Являлся последним, кому было присвоено воинское звание «маршал артиллерии» и последним из военачальников, носивших это звание.

## Биография
Родился в семье кадрового военнослужащего-артиллериста Михаила Семёновича Михалкина (1898—1980), командира артиллерийской батареи, дослужившегося до звания генерал-полковника артиллерии, командующий артиллерией Войска Польского в 1950-х годах. Мать — Александра Фёдоровна (1898—1985). Родители родом из Санкт-Петербурга.
Часто переезжал с семьёй по местам службы отца, жил в Витебской области, затем в Выборге. Получил среднее образование.
Жена — Вера Степановна (1926—2007). Дочь — Ирина (род. 1955) — доктор педагогических наук, филолог, поэтесса. Двое внуков.

### Великая Отечественная война
В начале Великой Отечественной войны добровольцем отправился на фронт, по собственным словам, приписав себе сразу три лишних года возраста в документах. С июля 1941 года — в Красной армии.

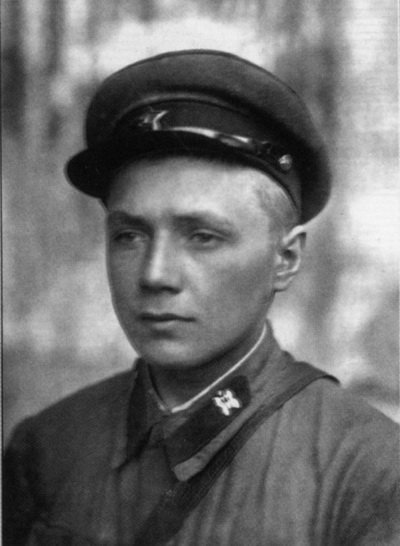
Шофёр В. М. Михалкин

Согласно наградным листам от июля 1943 года и февраля 1944, комсомолец Михалкин 1926 года рождения был зачислен добровольцем в ряды РККА 28 июля 1941 года, изучал в блокадном Ленинграде автомобильное дело, в июне 1942 года получил водительское удостоверение и с этого момента служил шофёром в штабной батарее Командования артиллерии 42-й армии Ленфронта (фактически под командованием отца), неоднократно рисковал жизнью, но не был ни ранен, ни контужен. Согласно данным журналиста «Красной звезды» Г. Мирановича, Владимир Михалкин воевал телефонистом и артиллерийским разведчиком в составе того же соединения, участвовал в оборонительных боях на Пулковских высотах, на «Невском пятачке», однажды получил касательное ранение в голову, но не попал в медсанбат, поскольку сослуживцы упросили врача оставить его в батарее. Вернувшись в строй, воевал в составе войск внутри блокадного кольца до полного снятия блокады Ленинграда. Участник Ленинградско-Новгородской и Выборгской наступательных операций. В наградном листе от июля 1944 года указывается, что шофёр штабной батареи 21-й армии сержант Михалкин 1927 г. р. за весь период своего вождения не попал ни в одну аварию, а также не имел ранений. Будучи переброшенным с частью на центральный участок советско-германского фронта, участвовал в Львовско-Сандомирской наступательной операции. В декабре 1944 года окончил краткосрочные фронтовые курсы подготовки офицерского состава, получил звание младшего лейтенанта и был назначен адъютантом командующего артиллерией 21-й армии 1-го Украинского фронта. Принимал участие в боях 1945 года против немецких войск и их союзников на территории Польши и Чехословакии.
За годы войны награждён боевыми орденами (Отечественной войны II степени и Красной Звезды, оба в 1944), медалями «За отвагу» и «За оборону Ленинграда» (обе в 1943). Родной брат Владимира Михалкина Юрий также воевал на фронте сержантом-артиллеристом, тоже был награждён орденом Красной Звезды, теми же медалями и погиб в бою.

### Послевоенная служба
После войны продолжил службу в Советской Армии. Служил в частях Одесского военного округа в Тирасполе, с 1946 года — в Ленинградском военном округе, был командиром миномётного взвода, с июля 1950 года — командиром взвода курсантов 1-го Ленинградского артиллерийского училища. В 1949 году окончил Объединённые курсы усовершенствования офицерского состава, а в 1953 году экстерном сдал экзамены за курс Ленинградского артиллерийского училища. Член КПСС.
С мая 1953 года — командир батареи тяжёлых миномётов 2-й гвардейской артиллерийской дивизии прорыва в Ленинградском военном округе, затем командовал дивизионной школой сержантов. В 1962 году окончил Артиллерийскую академию имени Ф. Э. Дзержинского.
С июня 1962 года — заместитель командира, с декабря 1965 года — командир 87-го гвардейского самоходно-артиллерийского полка 39-й гвардейской мотострелковой дивизии в Группе советских войск в Германии. В это время Михалкину присвоено воинское звание полковника.
С декабря 1968 по 1970 год — командир 47-й гвардейской ракетной Запорожско-Одесской ордена Ленина Краснознамённой орденов Суворова и Кутузова бригады в Северо-Кавказском военном округе.
Присвоено воинское звание[когда?] генерал-майора артиллерии.
С июня 1970 года по апрель 1974 года — командир 26-й артиллерийской Сивашско-Штеттинской Краснознамённой ордена Суворова  дивизии в Прикарпатском военном округе (штаб дивизии располагался в Тернополе).

### На высших командных должностях

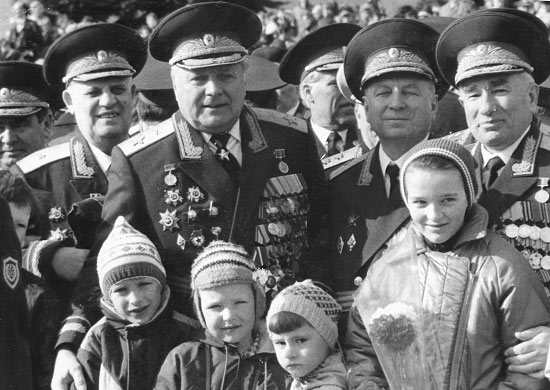
В. М. Михалкин с военачальниками
на параде Победы

В дальнейшем генерал Михалкин трижды повышал своё образование: в 1970 и в 1974 годах он окончил Высшие академические курсы при Военной академии имени Ф. Э. Дзержинского, в 1983 году — Высшие академические курсы при Военной академии Генерального штаба Вооружённых сил СССР. С апреля 1974 года — начальник ракетных войск и артиллерии 7-й танковой армии Белорусского военного округа. С июня 1976 года — командующий ракетными войсками и артиллерией Белорусского военного округа.
С октября 1978 года — начальник штаба командующего ракетными войсками и артиллерией Сухопутных войск. В 1982 году присваивается воинское звании «генерал-лейтенант артиллерии». С декабря 1982 года — первый заместитель командующего, а с июня 1983 года по 1991 год — командующий Ракетными войсками и артиллерией Сухопутных войск, «генерал-полковник артиллерии. Воинское звание маршал артиллерии» присвоено 15 февраля 1989 года (последний военачальник, которому присваивалось это звание в СССР).
Принимал активное участие в военных событиях периода холодной войны. Многократно находился в командировках в Афганистане в период Афганской войны (1979—1989), первая из которых началась в январе 1980 года, то есть через несколько дней после ввода советских войск в Афганистан. В 1983 году в кратчайшие сроки разработал и осуществил операцию по скрытной переброске из СССР в Восточную Европу и размещению на боевых позициях трёх ракетных бригад, оснащённых ракетами средней дальности (две бригады были размещены на территории ГДР и одна в Чехословакии). Эта операция была проведена по личному указанию Генерального секретаря ЦК КПСС Ю. В. Андропова в ответ на развёртывание в Западной Европе ракет средней дальности «Першинг-2».

### В отставке
После Августовского путча, в сентябре 1991 года освобождён от занимаемой должности, хотя не принимал участия в действиях ГКЧП. Находился в распоряжении министра обороны СССР, в январе 1992 года отправлен в отставку. Жил в Москве. Вместе с командой работал над теорией применения ракетных войск в боевых условиях, в области управления ракетными войсками на тактическом и оперативном уровнях, а также в теории стрельбы. Автор целого ряда боевых уставов и наставлений. Написал и издал «Курс подготовки специалистов» для ракетных войск. Автор большого количества трудов и публикаций. В 1990-е годы издал книгу мемуаров «Маршальский жезл в солдатском ранце».
Продолжал участвовать в общественной жизни и в боевой подготовке Вооружённых сил Российской Федерации, в работе ряда ветеранских организаций. Являлся президентом общественно-благотворительного Фонда «Офицерское братство», был членом Совета Клуба военачальников Российской Федерации.
Работал генеральным инспектором в Управлении генеральных инспекторов Министерства обороны Российской Федерации. Был одним из организаторов возрождения ежегодных общеармейских конкурсов на звание «Лучший артиллерист Российской Армии» и являлся постоянным членом жюри этого конкурса.
Почётный член Российской академии ракетно-артиллерийских наук.
В 2005 году на Первом канале показан документальный фильм «На острие огня» из цикла «Ударная сила» о В. М. Михалкине. В 2006 году на российском телевидении вышел документальный фильм о Михалкине «Маршал огня».

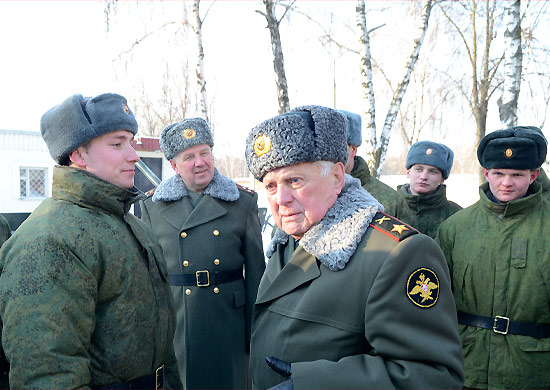
В. М. Михалкин в артиллерийской части ВС РФ, 2012 год
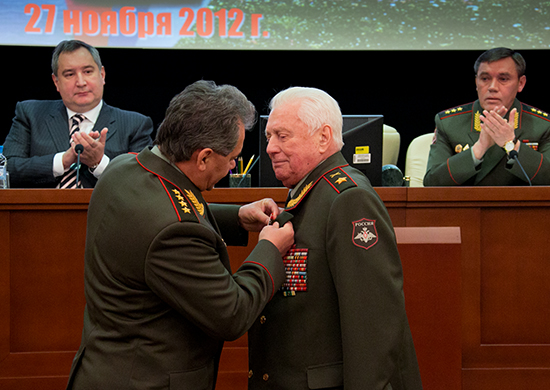
Награждение орденом Александра Невского. 27 ноября 2012 года
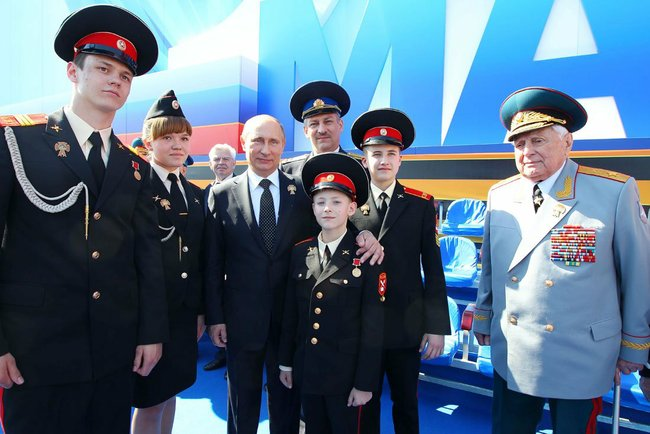
В. М. Михалкин по окончании Парада Победы. Москва, 9 мая 2013 года
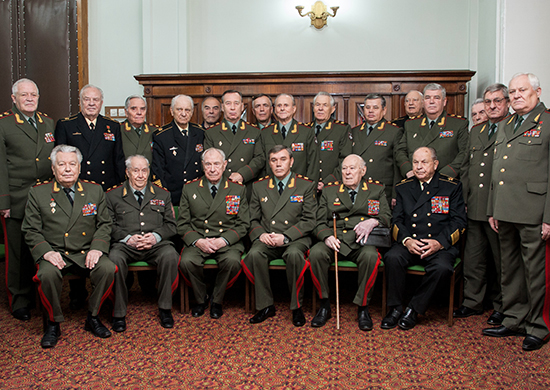
В. М. Михалкин с членами Управления генеральных инспекторов Минобороны России, 2013 год

В декабре 2015 года имя маршала артиллерии Владимира Михалкина внесено в Золотую книгу Санкт-Петербурга.
Занимался спортом — лыжным, борьбой и футболом. Любил охоту и рыбалку. Увлекался чтением — мемуарами и русской классикой.
Соболезнование в связи с кончиной маршала Михалкина выразил Президент России Владимир Путин. Похоронен с воинскими почестями 4 января на Федеральном военном мемориальном кладбище.

## Память
- В честь 85-летия Михалкина в 2012 году главнокомандующий Сухопутными войсками учредил памятную медаль «Маршал артиллерии В. М. Михалкин».
- Отдельный гвардейский салютный дивизион Западного военного округа носит имя маршала артиллерии Владимира Михалкина.
- Музей маршала артиллерии Владимира Михалкина создан в ракетной бригаде Западного военного округа в Ивановской области. В экспозиции представлены личные вещи, книги, военная форма и фотографии, переданные в бригаду семьёй маршала.
- На здании Михайловской военной артиллерийской академии установлена мемориальная доска.

## Награды
- Орден «За заслуги перед Отечеством» IV степени (9 мая 2007); — за заслуги перед государством и большую работу по патриотическому воспитанию молодёжи[12];
- Орден Александра Невского (2012)[13];
- Орден Жукова[14];
- Орден Почёта (23.09.2002)[15];
- Орден Октябрьской Революции;
- Орден Трудового Красного Знамени;
- Орден Отечественной войны I степени (11.03.1985);
- Орден Отечественной войны II степени (25.02.1944);
- Два ордена Красной Звезды (13.07.1944, ...);
- Орден «За службу Родине в Вооружённых Силах СССР» III степени;
- Медаль «За отвагу» (29.07.1943);
- Медаль «За боевые заслуги»;
- Медаль «За оборону Ленинграда» (22.07.1943);
- Ряд других медалей СССР;

Награды иностранных государств
- Боевой орден «За заслуги перед народом и Отечеством» в бронзе (ГДР);
- Орден «9 сентября 1944 года» I степени с мечами (Болгария, 22.01.1985);
- Медаль «За заслуги перед БНА» (Болгария, 1983);
- Медаль «40 лет Победы над гитлеровским фашизмом» (Болгария, 16.05.1985);
- Медаль «40 лет освобождения Чехословакии Советской Армией» (ЧССР, 19.03.1985);
- Медаль «30-я годовщина Революционных Вооружённых сил Кубы» (Куба, 24.11.1986);
- Медаль «60 лет Вооружённым силам МНР» (Монголия, 29.12.1981);
- Медаль «Военная доблесть» (Румыния, 31.05.1985);
- Медали Польши, Афганистана, Венгрии.